# خوسيه بيريز (واثب حواجز)
خوسيه بيريز هو واثب حواجز ‏ كوبي، ولد في 19 مارس 1971.

## وصلات خارجية
- خوسيه بيريز على موقع الاتحاد الدولي لألعاب القوى (الإنجليزية)